# Địa chấn mặt cắt thẳng đứng
Địa chấn mặt cắt thẳng đứng, thường viết tắt là VSP (tiếng Anh: Vertical Seismic Profiling) là một phương pháp của địa vật lý thăm dò, quan sát sóng địa chấn trong hố khoan với nguồn sóng thích hợp. Trong thực tế có ba dạng quan sát địa chấn hố khoan và mặt đất.

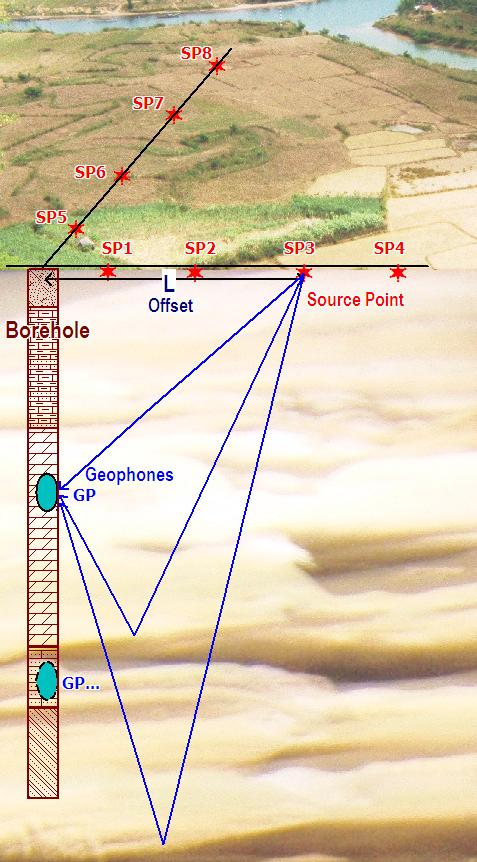
Bố trí quan sát Địa chấn mặt cắt thẳng đứng điển hình

1. VSP đích thực, là thành phần quan trọng thăm dò địa chấn phản xạ, cung cấp thông tin về trường sóng địa chấn quan sát trực tiếp trong lòng đất, xác định cột tốc độ truyền sóng, liên kết và xác minh tính xác thực của các ranh giới phản xạ thu được trong kết quả địa chấn phản xạ trên mặt đất. Vì thế phần mềm xử lý tài liệu VSP luôn là một modul trong phần mềm xử lý tài liệu địa chấn phản xạ.[1][2].
2. Đo Thí nghiệm địa chấn sóng truyền xuống hố khoan, các văn liệu tiếng Anh gọi là Seismic Down-Hole Test, được mô tả chi tiết trong Chuẩn ASTM D7400-08 của Mỹ [3], là dạng đo phục vụ cho địa kỹ thuật trong địa chất công trình. Các văn liệu khảo sát Nhà máy điện hạt nhân Ninh Thuận 1, do một công ty khảo sát của Liên bang Nga chủ trì năm 2012, sử dụng thuật ngữ đo VSP cho phép đo này.
3. Đo chiếu sóng địa chấn giữa dãy các điểm trong hố khoan và mặt đất, để thu được hình ảnh phân bố tính chất đàn hồi đất đá quanh hố khoan, phục vụ cho địa kỹ thuật trong địa chất công trình.[4]

## Nội dung Phương pháp
Trong quan sát VSP phổ biến thì các điểm thu sóng (GP, Geophone Point) đặt trong hố khoan, còn điểm phát sóng (SP, Source Point) đặt trên mặt đất. Số SP từ 1 trở lên. Nếu nhiều SP, có thể xếp có chủ đích theo tuyến, trong đó tuyến đặt song song và/hoặc vuông góc với đường phương của cấu tạo địa chất. Các SP cũng có thể nằm hai phía hố khoan.
Khoảng cách SP đến hố khoan gọi là độ dịch (Offset), và có sự xử lý cũng như mục đích nghiên cứu khác nhau gữa không dịch (Zero Offset, tại sát miệng hố khoan), dịch gần (Near Offset) và dịch xa (Far Offset).
Khi phát sóng nhiều lần tại một điểm, phải tìm biện pháp xử lý môi trường để điều kiện phát đồng nhất cho các lần phát sóng.

### Thu sóng
1. Phần lớn quan sát đều dùng đầu thu sóng địa chấn (Geophone) cơ điện 3 thành phần có thanh ép vào thành hố khoan. Các hãng chế tạo máy cung cấp ra hai loại:
- Đầu thu không tự định hướng, ví dụ đầu thu Geostuff BHG-2 (Three-component Wall-Lock Borehole Geophones).
- Đầu thu tự định hướng các thành phần ngang, ví dụ đầu thu Geostuff BHG-3 (Automatic orientation of horizontal components).[5].

Đây là đầu thu đơn điểm, thu nhận trung thực rung chấn trong lòng đất. Có thể tự chế đầu thu cho hố khoan nông (dưới 100 m) bằng cách lấy 3 lõi của đầu thu sóng cơ điện mặt đất ghép lại, lắp kèm bóng cao su để khi bơm phồng lên thì ép khối đầu thu vào thành hố khoan.
2. Dãy đầu thu áp điện, dùng đầu thu sóng địa chấn trong nước (hydrophone) để thu đa điểm, ví dụ cáp thu hố khoan Geometrics DHA-6500 (Downhole Hydrophone Array). Các hydrophone thu sóng áp suất, nên chất lượng tín hiệu phụ thuộc chuyển đổi rung chấn qua thành hố khoan sang sóng áp suất ở môi trường dung dịch, và thường không cao. Vì thế nó thích hợp cho thu sóng dọc và có tần số cao .

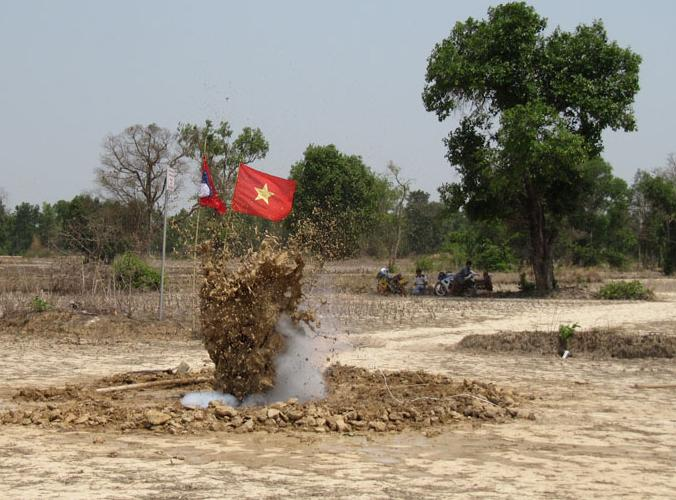
Nổ mìn trong hố bùn: điều kiện nổ đồng nhất, lại an toàn

### Quan sát VSP ngược

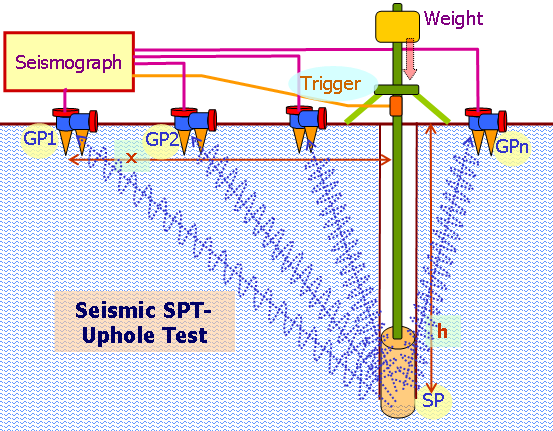
Quan sát VSP ngược trong thí nghiệm Sóng truyền lên hố khoan